# Capparis decidua
Capparis decidua är en kaprisväxtart som först beskrevs av Peter Forsskål, och fick sitt nu gällande namn av Michael Pakenham Edgeworth. Capparis decidua ingår i släktet Capparis och familjen kaprisväxter. Inga underarter finns listade i Catalogue of Life.

## Bildgalleri

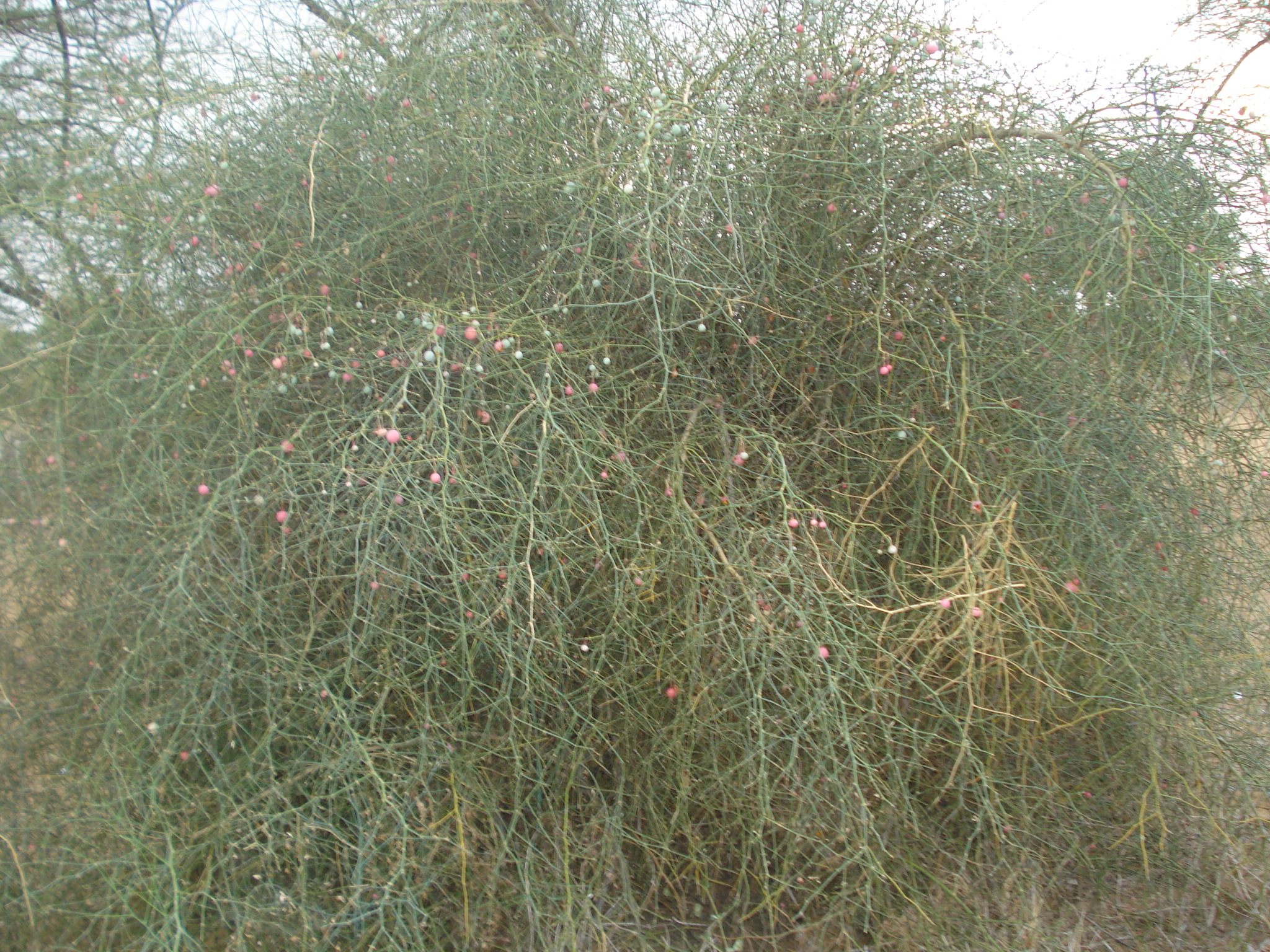
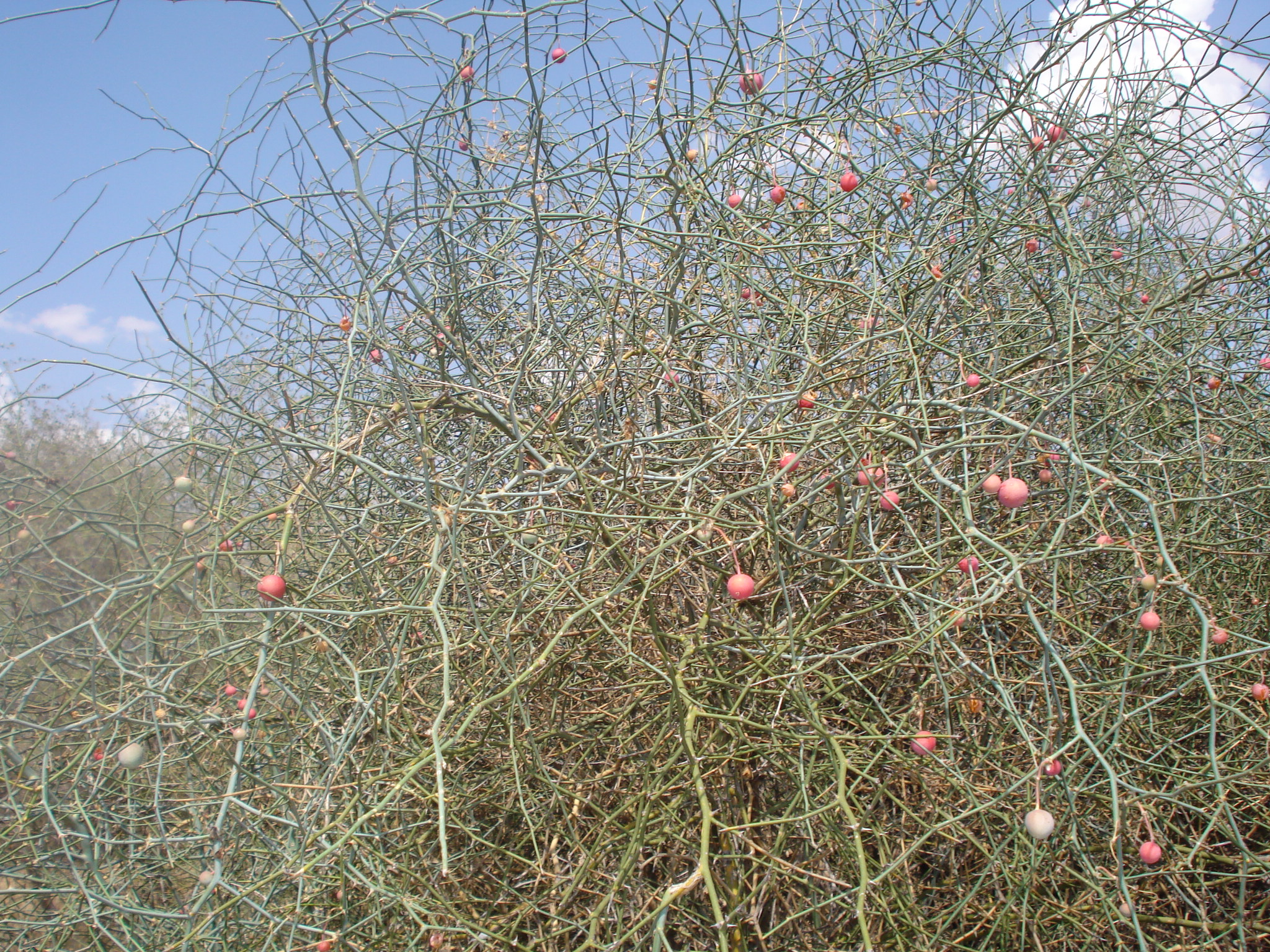
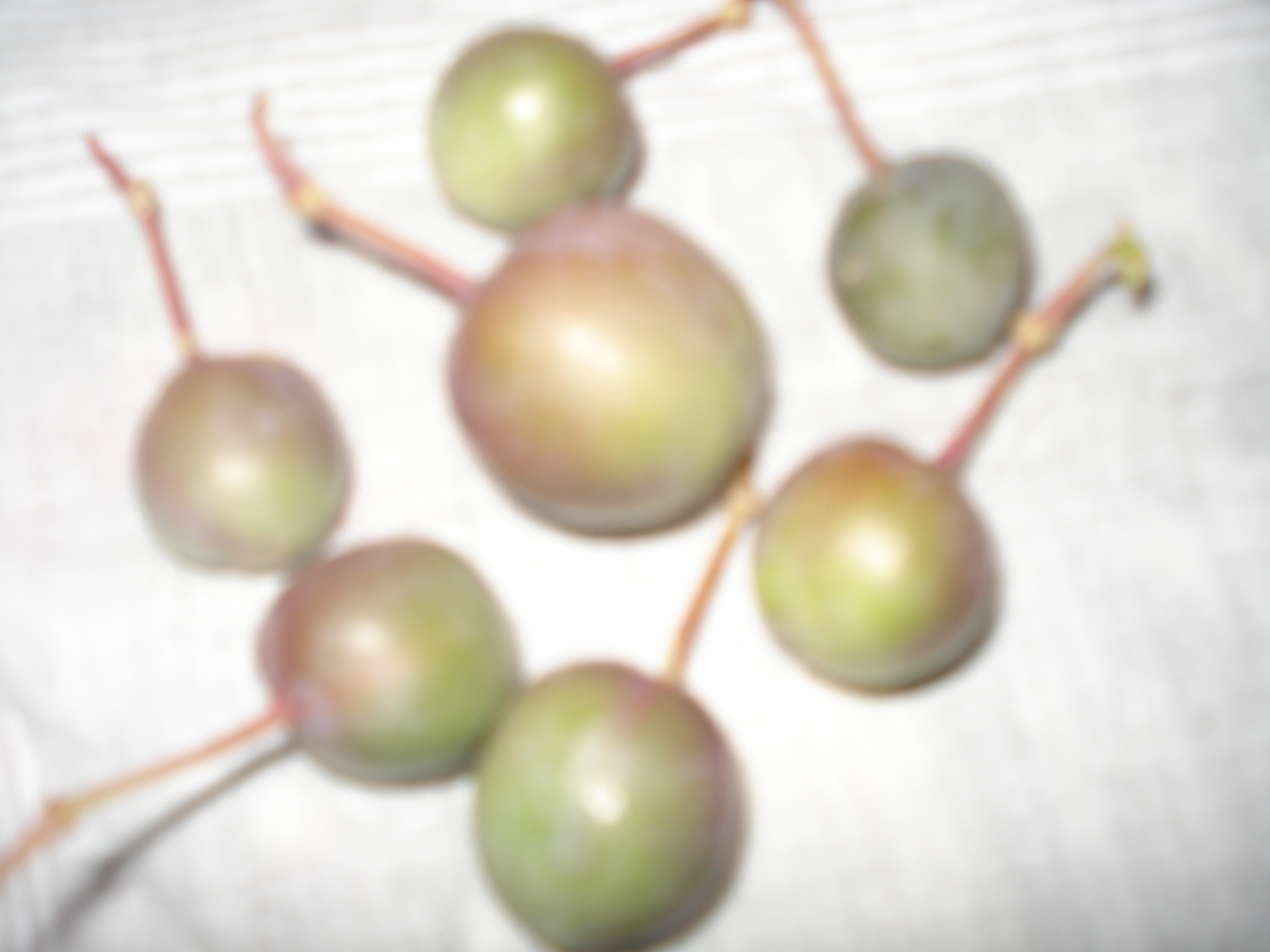
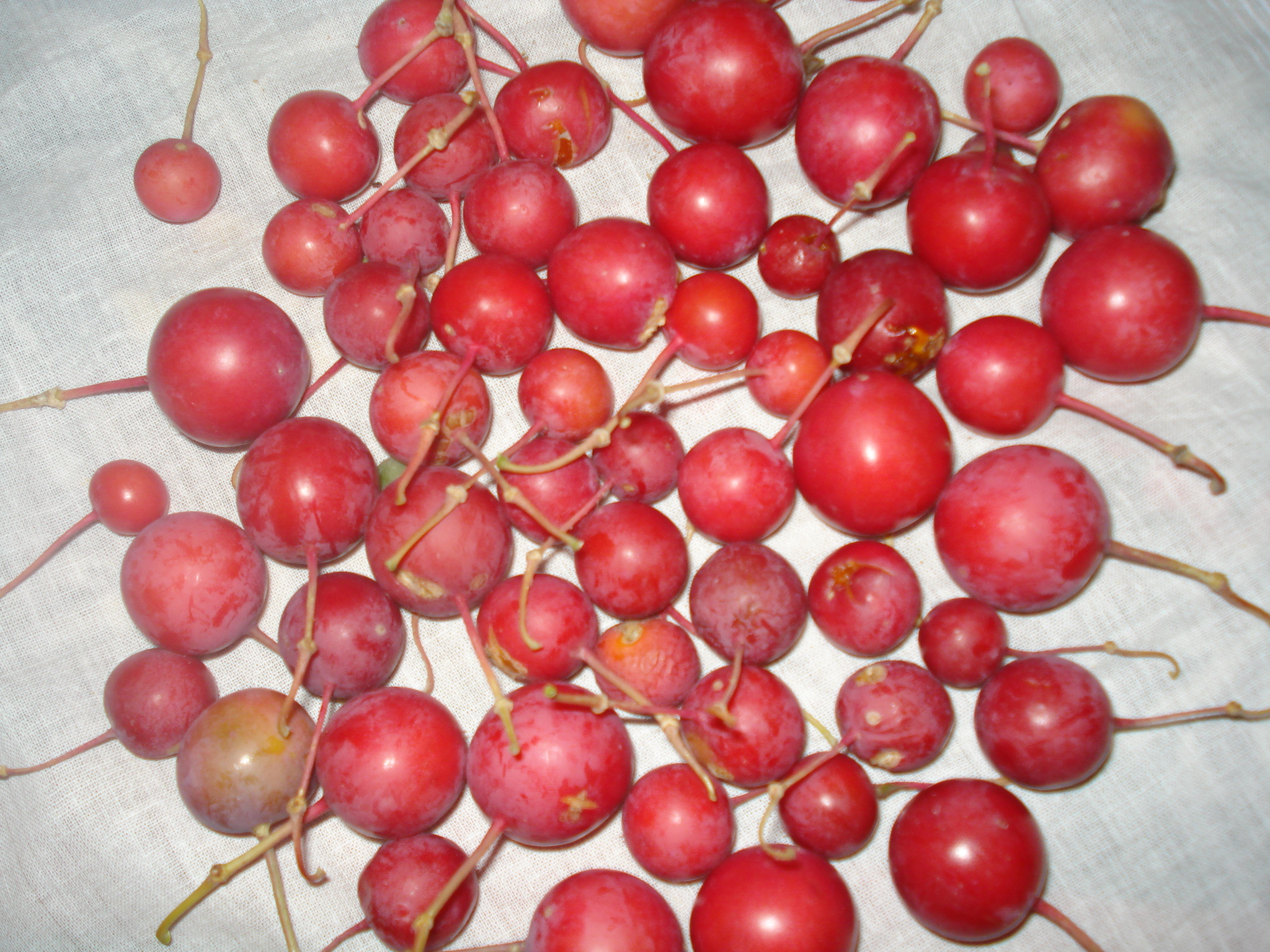
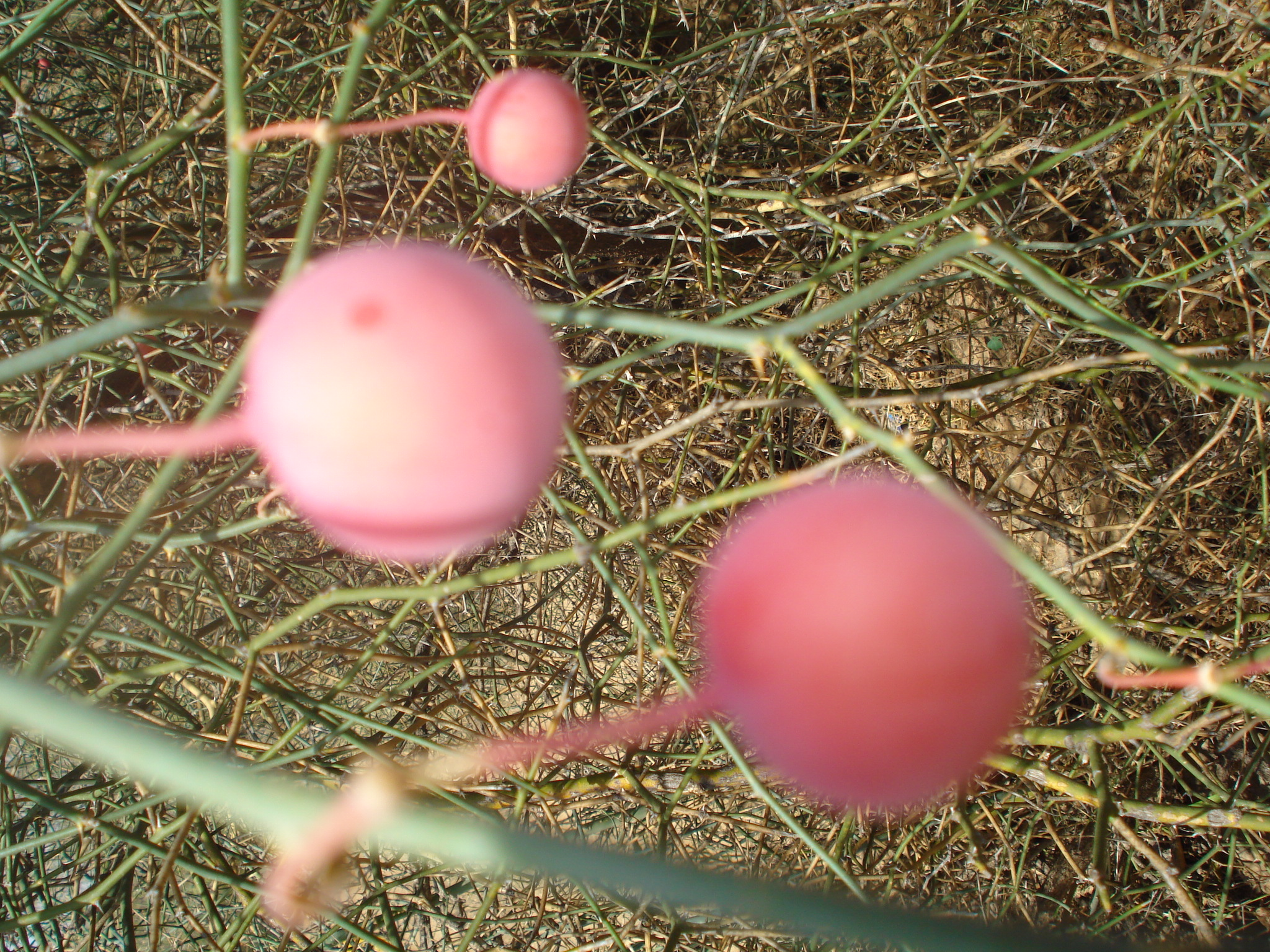
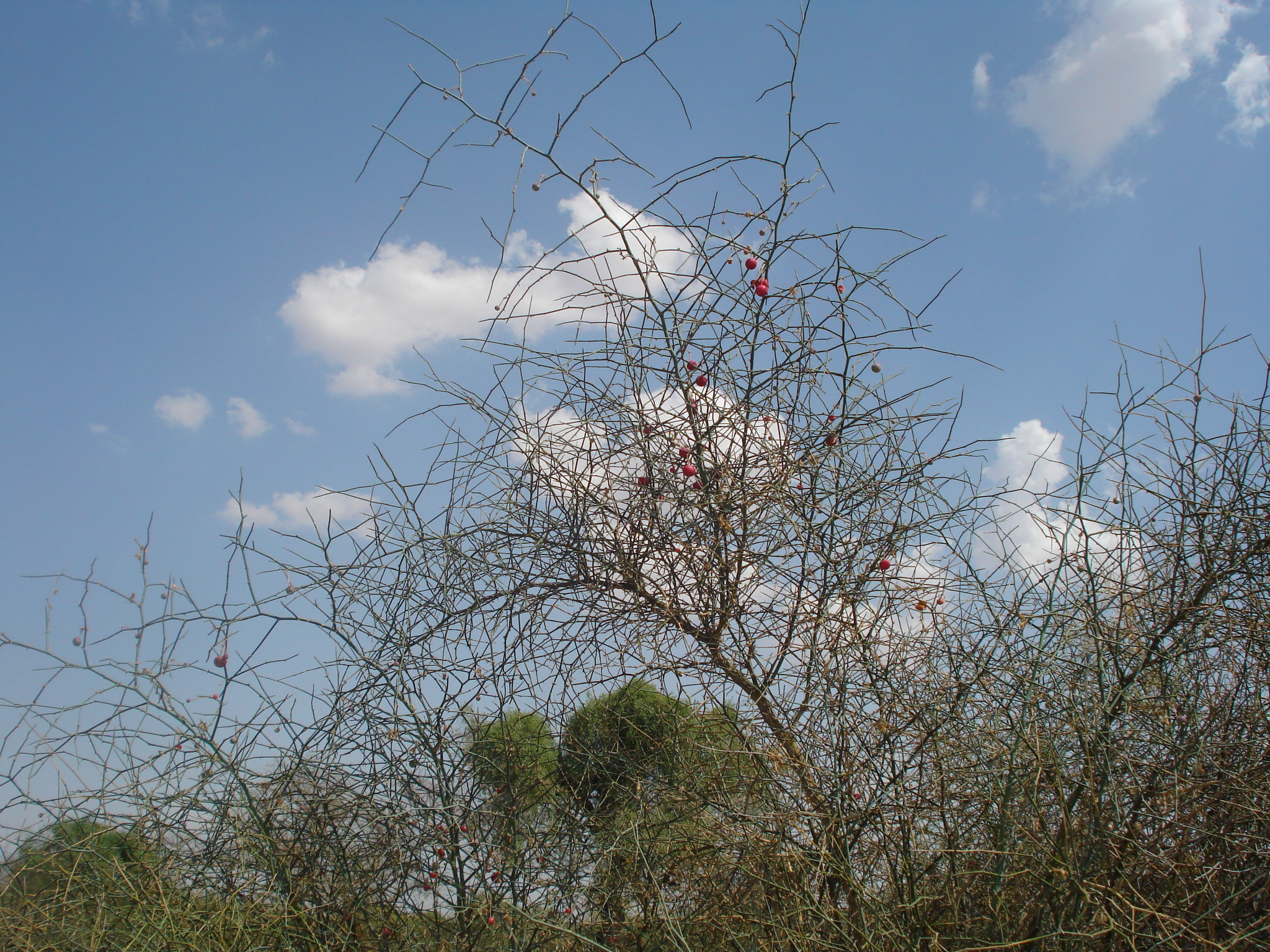